# Scaphios
Scaphios là một chi nhện trong họ Oonopidae.